# Eupterote procumbens
Eupterote procumbens är en fjärilsart som beskrevs av Karl Grünberg. Eupterote procumbens ingår i släktet Eupterote och familjen Eupterotidae. Inga underarter finns listade i Catalogue of Life.